# Motins do exército francês (1917)

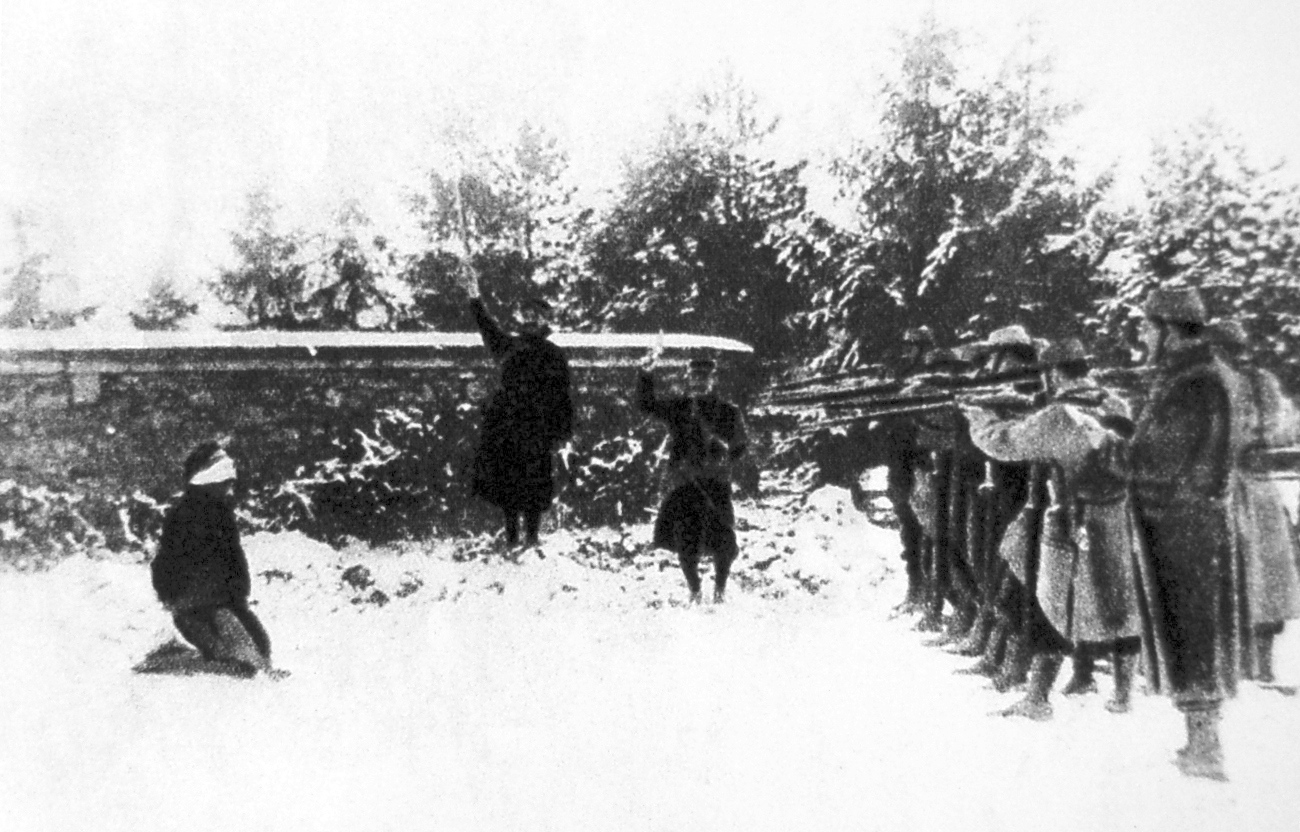
Execução de um militar francês desertor, em 1917, em Verdun.

Os motins do exército francês de 1917 foram uma série de deserções e revoltas dentro das forças francesas que ocorreram na Frente Ocidental durante a Primeira Guerra Mundial. Os motins começaram após o desastroso desfecho da Segunda Batalha de Aisne, no contexto da fracassada Ofensiva Nivelle.
Ao fim de abril de 1917, a situação se deteriorou para o exército francês na frente de batalha. As condições de vida eram precárias e havia desconfiança por parte dos soldados a respeito da competência dos seus oficiais superiores que constantemente os mandavam para morrer em ofensivas sem sentido. Em maio, no auge das deserções, motins foram reportados em pelo menos onze divisões francesas (principalmente na 9ª, 158ª, 5ª, 1ª, 6ª, 13ª, 35ª, 43ª, 62ª, 77ª e 170ª divisões). Somente no ano de 1917 cerca de 27 000 soldados franceses desertaram. Em junho, contudo, as autoridades militares francesas retaliaram. No total, mais de 3 400 cortes marciais foram realizadas, com 554 homens sendo sentenciados à morte (mas em torno de apenas 10% destas sentenças foram executadas).